# استرال اوییشن
استرال اوییشن (به انگلیسی: Astral Aviation) یک شرکت هواپیمایی با کد یاتا 8V است که در ۲۰۰۰ میلادی تأسیس شده‌است. دفتر مرکزی استرال اوییشن در نایروبی، کنیا واقع شده‌است و قطب این شرکت هواپیمایی در فرودگاه بین‌المللی جومو کنیاتا قرار دارد.